# Île Béniguet
Pour les articles homonymes, voir Béniguet.
L'île Béniguet (en breton Enez Benniget, l'île bénie), est située à l'ouest de l'archipel de Bréhat. L'intérieur de l'île est une propriété privée de 18 ha.

## Toponymie
L'île fut tour à tour nommée Binivet, Biniwit (en 1198), Binnigueth, Biniguet (en 1202), Biniguez, Bigniguez (en 1214). 
Correspond au breton benniget (« béni », mais aussi équivalent du prénom Benoît).

## Histoire
L'île a connu un certain passé religieux. Elle abrita la chapelle Saint Guénolé. La première mention de cette chapelle semble être celle faite dans un acte du Pape Innocent III datant de 1198.  
En 1214, un accord a sujet des Iles de Béniguet et de Bréhat eut lieu entre la veuve du Comte Conan et l'Abbaye de Beauport. 
La chapelle fut vendue en 1798, puis démolie en 1864 et ses pierres furent vendues. 
On raconte que vers le XVIIe ou XVIIIe siècle, Béniguet aurait servi de repaire à des contrebandiers.
Au début du XXe siècle, le comédien Georges Wague rachète une partie de l'île et y construit une villa où il invite en particulier l'écrivaine Colette.
Le site a été classé en 1980.

## Travaux et environnement
En 2001 et 2004 les directions régionales de l'environnement (DIREN) et de l'Équipement (DDE) ont constaté des infractions aux codes de l'urbanisme et de l'environnement, ce qui a donné lieu à un contentieux, les travaux ayant été effectués sans permis de construire ou de démolir. La SCI Béniguet a été condamnée à 40 000 euros d'amende par la Cour d'Appel de Rennes en 2009 pour ces travaux.
Le 25 mars 2014, un nouveau constat a été fait sur l'île, toujours à propos de constructions illégales en raison d'infractions aux codes de l'urbanisme et de l'environnement.